# Borovany (district de Písek)
Pour les articles homonymes, voir Borovany.
Borovany (en allemand : Borowan) est une commune du district de Písek, dans la région de Bohême-du-Sud en République tchèque. Sa population s'élevait à 213 habitants en 2020.

## Géographie
Borovany se trouve à 18 km à l'est-nord-est de Písek, à 42 km au nord de České Budějovice et à 82 km au sud de Prague.
La commune est limitée par Bernartice à l'ouest, au nord et au nord-ouest, par Radětice à l'est et au sud-est, et par Dražíč au sud.

## Histoire
La première mention écrite de la localité date de 1219.

## Transports
Par la route, Borovany se trouve à 14 km de Milevsko, à 24 km de Písek, à 48 km de Ceské Budejovice et à 113 km de Prague.